# Юдин, Лазарь Михайлович
Лазарь Михайлович Юдин (25 августа 1907 — 24 марта 1981, Киев) — украинский советский кинорежиссёр и сценарист.
Окончил кинокурсы ВУФКУ в Одессе (1929) и работал на Одесской киностудии (1937—1941) как сценарист детских фильмов: «Будённовцы» (1935), «Кондуит» и «Вратарь» (1936) и др.
С 1944 г. — режиссёр Киевской студии документальных фильмов.

## Фильмография
Автор сценариев художественных кинофильмов:
- «Будённовцы» (1935, в соавт. с Л. Кассилем)
- «Кондуит» (1936, в соавт. с Л. Кассилем)
- «Вратарь» (1936, в соавт. с Л. Кассилем)
- «Друзья из табора» (1938, с Л. Кассилем)
- «Семнадцатилетние» (1939)

В 1944—1965 гг. работал на Киевской киностудии хроникально-документальных фильмов, где снял ленты:
- «Киев» (1944)
- «Буковина» (1945)
- «Макеевке» (1946)
- «Донецкие шахтеры» (1948)
- «Металлурги Запорожья» (1952)
- «Нефтяники Борислава» (1953)
- «Мы с Донбасса» (1956)
- «Живи, Украина!» (1957)
- «Корабли не умирают» (1965)
- «По декрету Ильича» (1970) и др.